# Зайчар
Зайчар (болг. Зайчар) — село в Болгарии. Находится в Бургасской области, входит в общину Руен. Население составляет 1135 человек (2022).

## Политическая ситуация
В местном кметстве Зайчар, в состав которого входит Зайчар, должность кмета (старосты) исполняет Алиосман Мехмед Хасан (Движение за права и свободы (ДПС)) по результатам выборов.
Кмет (мэр) общины Руен — Дурхан Мехмед Мустафа (Движение за права и свободы (ДПС)) по результатам выборов.